# Martintella lestes
Martintella lestes là một loài ruồi trong họ Asilidae. Martintella lestes được Williston miêu tả năm 1901.